# السنبلة (الباب)
السنبلة أو صابويران كما تعرف محليّاً، قرية سوريّة تتبع إداريّاً لمحافظة حلب منطقة الباب ناحية عريمة، بلغ تعداد سكانها 392 نسمة حسب التعداد السكاني لعام 2004. وكانت شرطة قباسين ٣ عناصر تخري الضيعة كلها